# Ubisoft
Ubisoft Entertainment anteriormente Ubi Soft Entertainment, é uma editora e publicadora de jogos eletrônicos francesa com sede no subúrbio de Montreuil, em Paris. A Ubisoft possui 30 estúdios em 19 países, além de subsidiárias em 30 países; o maior estúdio de desenvolvimento da empresa é a Ubisoft Montreal, no Canadá, que atualmente emprega mais de 4,000 pessoas. A empresa desenvolve e publica seus jogos para celulares, computador e consoles. Suas franquias de jogos eletrônicos incluem: Assassin's Creed, The Crew, Far Cry, For Honor, Prince of Persia, Tom Clancy's, Just Dance, Watch Dogs, Rayman e Rabbids. 

## Histórico

### Origens e primeira década (1986–1996)
Na década de 1980, a família Guillemot havia se estabelecido como uma empresa de apoio aos agricultores na província da Bretanha, na França, e em outras regiões, inclusive no Reino Unido. Os cinco filhos da família – Christian, Claude, Gérard, Michel e Yves – ajudaram nas vendas, na distribuição, na contabilidade e na administração da empresa com seus pais antes da universidade. Todos os cinco adquiriram experiência comercial durante a universidade, que trouxeram de volta para a empresa da família depois de se formarem. Os irmãos tiveram a ideia de diversificar para vender outros produtos úteis aos agricultores; Claude começou com a venda de mídia de áudio em CD. Mais tarde, os irmãos expandiram para computadores e software adicional que incluía videogames. Na década de 1980, eles perceberam que os custos de compra de computadores e software de um fornecedor francês eram mais caros do que comprar os mesmos materiais no Reino Unido e enviá-los para a França, e tiveram a ideia de abrir uma empresa de venda por correspondência de computadores e software. Sua mãe disse que eles poderiam abrir sua própria empresa dessa forma, desde que a administrassem sozinhos e dividissem igualmente suas ações entre os cinco. Sua primeira empresa foi a Guillemot Informatique, fundada em 1984. Inicialmente, a empresa vendia apenas por correspondência, mas depois passou a receber pedidos de varejistas franceses, pois conseguia reduzir o preço de outros fornecedores em até 50% do custo de alguns títulos. Em 1986, essa empresa estava faturando cerca de 40 milhões de francos franceses (aproximadamente US$ 5,8 milhões na época). Em 1985, os irmãos fundaram a Guillemot Corporation para distribuição semelhante de hardware de computador. Como a demanda continuava, os irmãos reconheceram que o software de videogame estava se tornando uma propriedade lucrativa e decidiram que precisavam entrar no lado do desenvolvimento do setor, já que tinham uma visão do lado da publicação e da distribuição. A Ubi Soft (formalmente denominada Ubi Soft Entertainment) foi fundada pelos irmãos em 28 de março de 1986. O nome "Ubi Soft" foi escolhido para representar um software "onipresente".
A Ubi Soft operou inicialmente em escritórios em Paris, mudando-se para Créteil em junho de 1986. Os irmãos usaram um castelo na Bretanha como o principal espaço para o desenvolvimento, esperando que o cenário atraísse os desenvolvedores, bem como para ter uma maneira melhor de gerenciar as expectativas de seus desenvolvedores. A empresa contratou Nathalie Saloud como gerente, Sylvie Hugonnier como diretora de marketing e relações públicas e programadores, embora Hugonnier tenha deixado a empresa em maio de 1986 para se juntar à Elite Software. Os jogos publicados pela Ubi Soft em 1986 incluem Zombi, Ciné Clap, Fer et Flamme, Masque e Graphic City, um programa de edição de Sprite. Como seu primeiro jogo, Zombi vendeu 5.000 cópias em janeiro de 1987. A Ubi Soft também firmou parcerias de distribuição para que o jogo fosse lançado na Espanha e na Alemanha Ocidental. A Ubi Soft começou a importar produtos do exterior para distribuição na França, com lançamentos em 1987, incluindo Commando e Ikari Warriors da Elite Software, o primeiro dos quais vendeu 15.000 cópias em janeiro de 1987. Em 1988, Yves Guillemot foi nomeado diretor executivo da Ubi Soft.
Em 1988, a empresa tinha cerca de seis desenvolvedores trabalhando no castelo. Entre eles estavam Michel Ancel, um adolescente na época conhecido por suas habilidades de animação, e Serge Hascoët, que se candidatou para ser testador de videogames da empresa. Os custos de manutenção do castelo ficaram mais caros, e os desenvolvedores tiveram a opção de se mudar para Paris. A família de Ancel, que havia se mudado para a Bretanha por causa do emprego dele, não podia arcar com o custo de vida em Paris e voltou para Montpellier, no sul da França. Os irmãos Guillemot disseram a Ancel que os mantivesse informados sobre qualquer coisa que ele pudesse encontrar lá. Ancel voltou com Frédéric Houde com um protótipo de um jogo com recursos de animação que despertou o interesse dos irmãos. Michel Guillemot decidiu fazer do projeto um dos principais da empresa, estabelecendo um estúdio em Montreuil para abrigar mais de 100 desenvolvedores em 1994 e visando uma linha de consoles de quinta geração, como o Atari Jaguar e o PlayStation. Seu jogo, Rayman, foi lançado em 1995. Yves gerenciou a Guillemot Informatique, fechando acordos com a Electronic Arts, Sierra On-Line e MicroProse para distribuir seus jogos na França. A Guillemot Informatique começou a se expandir para outros mercados, incluindo os Estados Unidos, o Reino Unido e a Alemanha. Ela entrou nos mercados de distribuição e atacado de videogames e, em 1993, tornou-se a "maior" distribuidora de videogames da França.

### Crescimento mundial (1996–2003)
Em 1996, a Ubi Soft listou sua oferta pública inicial e levantou mais de US$ 1 bilhão em fundos para ajudá-los a expandir a empresa. Em dois anos, a empresa estabeleceu estúdios em todo o mundo em Annecy (1996), Xangai (1996), Montreal (1997) e Milão (1998).
Uma dificuldade que os irmãos encontraram foi a falta de uma propriedade intelectual que tivesse um ponto de apoio no mercado dos Estados Unidos. Quando o "crescimento generalizado" da Internet chegou por volta de 1999, os irmãos decidiram tirar proveito disso fundando estúdios de jogos voltados para títulos on-line gratuitos, incluindo a GameLoft; isso permitiu que eles licenciassem os direitos das propriedades da Ubi Soft para essas empresas, aumentando em cinco vezes o valor das ações da Ubi Soft. Com a infusão extra de 170 milhões de euros, eles puderam comprar a Red Storm Entertainment em 2000, dando-lhes acesso à série de jogos de espionagem e furtividade de Tom Clancy. A Ubi Soft ajudou a Red Storm a continuar expandindo a série, trazendo títulos como Tom Clancy's Ghost Recon e Tom Clancy's Rainbow Six. A empresa se estabeleceu nos Estados Unidos quando trabalhou com a Microsoft para desenvolver Tom Clancy's Splinter Cell, um título exclusivo para Xbox lançado em 2002 para desafiar a série Metal Gear Solid, exclusiva para PlayStation, combinando elementos da série de Tom Clancy com elementos de um jogo desenvolvido internamente chamado The Drift.
Em março de 2001, o Gores Technology Group vendeu a divisão de entretenimento da The Learning Company (que incluía jogos originalmente publicados pela Brøderbund, Mattel Interactive, Mindscape e Strategic Simulations) para eles. A venda incluiu os direitos de propriedades intelectuais, como as séries Myst e Prince of Persia. A Ubisoft Montreal desenvolveu o título Prince of Persia em Prince of Persia: The Sands of Time, lançado em 2003. Ao mesmo tempo, a Ubi Soft lançou Beyond Good & Evil, o projeto de Ancel depois de Rayman; foi um dos primeiros "fracassos" comerciais da Ubi Soft em seu lançamento, mas desde então ganhou um público cult.
Por volta de 2001, a Ubi Soft estabeleceu seu departamento editorial liderado por Hascoët, inicialmente nomeado editor-chefe e mais tarde conhecido como diretor de conteúdo da empresa. Hascoët havia trabalhado com Ancel em Rayman em 1995 para ajudar a refinar o jogo e viu a oportunidade de aplicar isso em todos os jogos da Ubi Soft. Até 2019, a maioria dos jogos publicados pela Ubisoft era revisada pelo departamento editorial supervisionado por Hascoët.

### Expansão contínua (2003–2015)
A evolução do logotipo da Ubisoft. O logotipo inicial foi criado na fundação da empresa em 1986. Com a publicação de Rayman, a empresa usou a forma de arco-íris para mostrar sua mudança de distribuidora para editora em 1995. O "redemoinho" azul foi introduzido em 2003 com o rebranding de "Ubi Soft" para "Ubisoft", juntamente com a aquisição da licença de Tom Clancy. Outro redemoinho foi introduzido em 2017, projetado para aparecer como janelas em seus mundos de jogos, mantendo um grain de folie (toque de loucura). Isso exclui os dois logotipos após o logotipo de 1986 e antes do logotipo de 1995.
Em 9 de setembro de 2003, a Ubi Soft anunciou que mudaria seu nome para Ubisoft e introduziu um novo logotipo conhecido como "the swirl" (o redemoinho). Em dezembro de 2004, a Electronic Arts comprou uma participação de 19,9% na empresa. A Ubisoft se referiu à compra como "hostil" por parte da EA. Os irmãos da Ubisoft reconheceram que não se consideravam em um mercado competitivo, e os funcionários temiam que uma aquisição da EA alterasse drasticamente o ambiente dentro da Ubisoft. O CEO da EA na época, John Riccitiello, assegurou à Ubisoft que a compra não tinha a intenção de ser uma manobra hostil, e a EA acabou vendendo as ações em 2010.
Em fevereiro de 2005, a Ubisoft adquiriu as franquias NHL Rivals, NFL Fever, NBA Inside Drive e MLB Inside Pitch da Microsoft Game Studios.
A Ubisoft estabeleceu outra propriedade intelectual, Assassin's Creed, lançada pela primeira vez em 2007; Assassin's Creed foi originalmente desenvolvido pela Ubisoft Montreal como uma sequência de Prince of Persia: The Sands of Time e, em vez disso, passou a ser uma história sobre os Assassinos e os Cavaleiros Templários. Em julho de 2006, a Ubisoft comprou a franquia Driver da Atari por uma quantia de 19 milhões de euros em dinheiro pela franquia, direitos de tecnologia e a maioria dos ativos. Em 2008, a Ubisoft fez um acordo com Tom Clancy para o uso perpétuo de seu nome e propriedade intelectual em videogames e outras mídias auxiliares. Em julho de 2008, a Ubisoft fez a aquisição da Hybride Technologies, um estúdio com sede em Piedmont. Em novembro de 2008, a Ubisoft adquiriu a Massive Entertainment da Activision. Em janeiro de 2013, a Ubisoft adquiriu South Park: The Stick of Truth da THQ por US$ 3,265 milhões.
A Ubisoft anunciou planos em 2013 para investir US$ 373 milhões em suas operações em Quebec ao longo de 7 anos. A editora está investindo na expansão de suas tecnologias de captura de movimento e na consolidação de suas operações e infraestrutura de jogos on-line em Montreal. Até 2020, a empresa empregará mais de 3.500 funcionários em seus estúdios em Montreal e na cidade de Quebec. Em fevereiro de 2013, começou a oferecer jogos de editoras de terceiros, incluindo a Electronic Arts e a Warner Bros Interactive Entertainment, em sua loja Uplay e seus próprios jogos na Origin da EA.
Em julho de 2013, a Ubisoft anunciou uma violação em sua rede que resultou na possível exposição de até 58 milhões de contas, incluindo nomes de usuários, endereços de e-mail e senhas criptografadas. A empresa negou que qualquer informação de cartão de crédito/débito pudesse ter sido comprometida, emitiu diretrizes para que todos os usuários registrados alterassem as senhas de suas contas e recomendou a atualização de senhas em qualquer outro site ou serviço em que uma senha igual ou semelhante tivesse sido usada. Todos os usuários que se registraram receberam um e-mail da empresa Ubisoft sobre a violação e uma solicitação de alteração de senha. A Ubisoft prometeu manter as informações seguras.
Em março de 2015, a empresa criou um Centro de Relacionamento com o Consumidor em Newcastle-upon-Tyne. O centro tem o objetivo de integrar as equipes de suporte ao consumidor e os gerentes de comunidade. As equipes de suporte ao consumidor e de gerenciamento da comunidade no CRC funcionam 7 dias por semana.

### Tentativa de aquisição pela Vivendi (2015–2018)
Desde 2015, a empresa francesa de mídia de massa Vivendi tem procurado expandir suas propriedades de mídia por meio de aquisições e outros acordos comerciais. Além da empresa de publicidade Havas, a Ubisoft foi uma das primeiras propriedades-alvo identificadas pela Vivendi, que, em setembro de 2017, tinha uma avaliação estimada de US$ 6,4 bilhões. A Vivendi, em duas ações durante outubro de 2015, comprou ações da Ubisoft, dando a ela uma participação de 10,4% na Ubisoft, uma ação que Yves Guillemot considerou "indesejável" e temia uma aquisição hostil. Em uma apresentação durante a Electronic Entertainment Expo 2016, Yves Guillemot enfatizou a importância de a Ubisoft continuar sendo uma empresa independente para manter sua liberdade criativa. Mais tarde, Guillemot descreveu a necessidade de lutar contra a aquisição: "...quando você é atacado por uma empresa que tem uma filosofia diferente, você sabe que isso pode afetar o que você está criando do zero. Portanto, você luta com muita energia para garantir que isso não seja destruído." A vice-presidente de operações ao vivo, Anne Blondel-Jouin, expressou um sentimento semelhante em uma entrevista à PCGamesN, afirmando que o sucesso da Ubisoft se deveu em parte por "...ser super independente, ser muito autônoma".
A Vivendi adquiriu participação na editora de jogos para celular Gameloft, de propriedade dos Guillemots, e começou a adquirir ações da Ubisoft. Em fevereiro seguinte, a Vivendi adquiriu 500 milhões de euros em ações da Gameloft, obtendo mais de 30% das ações e exigindo que a empresa, de acordo com a lei francesa, fizesse uma oferta pública de aquisição; essa ação permitiu que a Vivendi concluísse a aquisição da Gameloft em junho de 2016. Após as ações da Vivendi com a Gameloft em fevereiro de 2016, os Guillemots solicitaram mais investidores canadenses em fevereiro do ano seguinte para evitar uma aquisição semelhante por parte da Vivendi; a essa altura, a Vivendi havia aumentado sua participação na Ubisoft para 15%, excedendo os 9% estimados que os Guillemots possuíam. Em junho de 2016, a Vivendi havia aumentado suas ações para 20,1% e negou que estivesse em processo de aquisição.
Na época da reunião anual da diretoria da Ubisoft, em setembro de 2016, a Vivendi havia conquistado 23% das ações, enquanto os Guillemots conseguiram aumentar sua participação com direito a voto para 20%. Uma solicitação foi feita na reunião do conselho para colocar representantes da Vivendi no conselho da Ubisoft, dado o tamanho de suas participações acionárias. Os Guillemots argumentaram contra isso, reiterando que a Vivendi deveria ser vista como uma concorrente, e conseguiram influenciar outros membros votantes a negar qualquer assento na diretoria à Vivendi.
A Vivendi continuou a comprar ações da Ubisoft, aproximando-se da marca de 30% que poderia desencadear uma aquisição; em dezembro de 2016, a Vivendi detinha uma participação de 25,15% na Ubisoft. A Reuters informou, em abril de 2017, que a aquisição da Ubisoft pela Vivendi provavelmente aconteceria naquele ano, e a Bloomberg Businessweek observou que algumas das ações da Vivendi atingiriam a marca de 2 anos de participação, o que lhes concederia o dobro do poder de voto, e provavelmente atingiriam ou excederiam o limite de 30%. Desde então, a família Guillemot aumentou sua participação na Ubisoft; em junho de 2017, a família detinha 13,6% do capital acionário da Ubisoft e 20,02% dos direitos de voto da empresa. Em outubro de 2017, a Ubisoft anunciou que chegou a um acordo com um "provedor de serviços de investimento" para ajudá-la a comprar de volta 4 milhões de ações até o final do ano, impedindo que outros, especificamente a Vivendi, as comprassem.
Na semana anterior à aquisição pela Vivendi de direitos de voto duplos para ações adquiridas anteriormente, a empresa, em resultados trimestrais publicados em novembro de 2017, anunciou que não tinha planos de adquirir a Ubisoft nos próximos 6 meses, nem buscaria cargos na diretoria devido às ações que detinha durante esse período, e que "garantiria que sua participação na Ubisoft não excederia o limite de 30% por meio da duplicação de seus direitos de voto". A Vivendi continuou comprometida com a expansão no setor de videogames, identificando que seu investimento na Ubisoft poderia representar um ganho de capital de mais de 1 bilhão de euros.
Em 20 de março de 2018, a Ubisoft e a Vivendi fecharam um acordo que pôs fim a qualquer aquisição em potencial, com a Vivendi concordando em vender todas as suas ações, mais de 30 milhões, a outras partes e concordando em não comprar nenhuma ação da Ubisoft por 5 anos. Algumas dessas ações foram vendidas à Tencent, que, após a transação, detinha cerca de 5,6 milhões de ações da Ubisoft (aproximadamente 5% de todas as ações). No mesmo dia, a Ubisoft anunciou uma parceria com a Tencent para ajudar a levar seus jogos para o mercado chinês. A Vivendi alienou completamente suas ações da Ubisoft até março de 2019.

### Desde 2018
Desde 2018, os estúdios da Ubisoft continuaram a se concentrar em algumas franquias, incluindo Assassin's Creed, Tom Clancy's, Far Cry e Watch Dogs. Conforme relatado pela Bloomberg Businessweek, embora a Ubisoft como um todo tivesse quase 16.000 desenvolvedores em meados de 2019, maior do que alguns de seus concorrentes, e produzisse de 5 a 6 grandes lançamentos AAA a cada ano, em comparação com os 2 ou 3 dos outros, a receita líquida obtida por funcionário era a mais baixa dos 4, devido às vendas geralmente mais baixas de seus jogos.[carece de fontes?] A Bloomberg Business atribuiu esse fato, em parte, às tendências de gastos dos consumidores de videogames que compram menos jogos com longa duração, como tendem a ser a maioria dos principais lançamentos da Ubisoft. Para combater isso, a Ubisoft, em outubro de 2019, adiou 3 dos 6 títulos que havia planejado em 2019 para 2020 ou mais tarde, para ajudar a colocar mais esforços na melhoria da qualidade dos jogos existentes e lançados. Devido às vendas fracas em geral em 2019, a Ubisoft declarou em janeiro de 2020 que reorganizaria seu conselho editorial para oferecer uma visão mais abrangente de seu portfólio de jogos e criar uma maior variação em seus jogos, que, segundo a gerência da Ubisoft, estavam estagnados e uniformes demais, o que contribuiu para as vendas fracas.
Em decorrência de uma onda de acusações de má conduta sexual do movimento #MeToo em junho e julho de 2020, a Ubisoft teve vários funcionários acusados de má conduta por fontes internas e externas. Entre a investigação interna da Ubisoft e um estudo do jornal Libération, descobriu-se que os funcionários tinham registros de má conduta sexual e comportamento preocupante, que remontavam a até 10 anos, e que haviam sido descartados pelos departamentos de recursos humanos. Como resultado, alguns funcionários da Ubisoft pediram demissão ou foram demitidos, incluindo Hascoët, Maxime Béland, cofundador da Ubisoft Toronto, e Yannis Mallat, diretor administrativo dos estúdios canadenses da Ubisoft. Yves Guillemot implementou mudanças na empresa para resolver esses problemas enquanto investigava mais a fundo a extensão das alegações de má conduta.
Em 2020, eles anunciaram que estariam criando um jogo de Star Wars de mundo aberto. O acordo marcou o fim dos direitos exclusivos da EA de criar títulos de Star Wars.
A Ubisoft declarou em sua teleconferência com investidores no final do ano fiscal de 2020, em fevereiro de 2021, que a empresa começará a dar menos ênfase aos lançamentos de jogos AAA e a colocar mais foco em jogos móveis e freemium após o ano fiscal de 2022. O CFO Frederick Duguet declarou aos investidores que "vemos que estamos progressiva e continuamente mudando de um modelo que costumava ser focado apenas em lançamentos AAA para um modelo em que temos uma combinação de lançamentos fortes de AAA e uma forte dinâmica de catálogo anterior, mas também complementando nosso programa de novos lançamentos com jogos gratuitos e outras experiências premium". Mais tarde naquele ano, a empresa anunciou que começaria a marcar os jogos desenvolvidos por seus desenvolvedores de primeira parte como "Ubisoft Originals".
Em outubro de 2021, a Ubisoft participou de uma rodada de financiamento da Animoca Brands.
A Ubisoft tem estado cada vez mais envolvida em videogames baseados em blockchain desde o final da década de 2010. A empresa é cofundadora da Blockchain Game Alliance, que foi criada em setembro de 2018 e é um consórcio de várias empresas ativas no espaço de blockchain que busca explorar as aplicações potenciais dessa tecnologia na indústria de videogames e promove publicamente o uso de conteúdo baseado em blockchain em videogames. De acordo com Yves Guillemot, um dos cofundadores da Ubisoft, o conteúdo baseado em criptomoedas em videogames permitirá que os jogadores realmente possuam conteúdo digital dentro dele, ao mesmo tempo em que o setor de videogames cresce no processo. Além disso, a Ubisoft anunciou seu programa de blockchain Ubisoft Quartz em dezembro de 2021, permitindo que os jogadores comprassem itens de personalização identificados exclusivamente para jogos e depois os vendessem e trocassem com base na moeda Tezos, que a Ubisoft alegou ser uma criptomoeda eficiente em termos de energia. Isso marcou o primeiro esforço "AAA" em jogos de blockchain. O anúncio foi duramente criticado pelo público, com o vídeo de anúncio do Quartz atingindo uma taxa de não aceitação de 96% no YouTube. Posteriormente, a Ubisoft retirou o vídeo da lista do YouTube. O anúncio também foi criticado internamente pelos desenvolvedores da Ubisoft.
A Tencent investiu mais 300 milhões de euros na Guillemot Brothers Limited, a empresa que detém parte da propriedade dos Guillemots na Ubisoft, em setembro de 2022. Isso deu à Tencent 49,9% de participação nessa holding e aumentou a participação dos Guillemots nos direitos de voto da Ubisoft para cerca de 30%. Yves Guillemot disse que a Tencent trabalharia em estreita colaboração com a Ubisoft, ajudando a levar seus jogos para a China e, ao mesmo tempo, auxiliando no pagamento das dívidas da Ubisoft e evitando que a empresa seja comprada em potencial.

## O Mascote
Em 1994, o designer e desenhista Michel Ancel criou um jogo de plataforma influenciado pelos sucessos Super Mario (Nintendo) e Sonic the Hedgehog (SEGA). Devido á dificuldades em criar braços, pernas ou pescoços, o personagem acabou recebendo o nome de "Rayman", que durante muitos anos foi usado como mascote oficial da Ubisoft, até ser abandonado. O personagem reapareceu nos jogos Rayman Origins, Rayman Legends, e a "DLC" do jogo Mario + Rabbids. Seu primeiro jogo foi lançado para Atari Jaguar e para Sony PlayStation, até ser relançado no console Saturn da SEGA e no sistema operacional MS-DOS da Microsoft.

## Subsidiárias
| Nome                      | Localização                             | Fundação          | Aquisição         | Ref.                 |
| ------------------------- | --------------------------------------- | ----------------- | ----------------- | -------------------- |
| 1492 Studio               | Vailhauquès, França                     | 2003              | Março de 2018     | [ 88 ]               |
| Blue Mammoth Games        | Atlanta, Estados Unidos                 | 2009              | Março de 2018     | [ 89 ]               |
| Green Panda Games         | Paris, França                           | 2013              | Julho de 2019     | [ 90 ]               |
| Hybride Technologies      | Piedmont, Quebec, Canadá                | 1991              | 2008              |                      |
| i3D.net                   | Rotterdam, Países Baixos                | 2002              | Março de 2019     | [ 91 ]               |
| Ketchapp                  | Paris, França                           | Março de 2014     | Setembro de 2016  | [ 92 ]               |
| Kolibri Games             | Berlim, Alemanha                        | 2016              | Fevereiro de 2020 | [ 93 ]               |
| Massive Entertainment     | Malmö, Suécia                           | 1997              | Novembro de 2008  |                      |
| Owlient                   | Paris, França                           | 2005              | 2011              |                      |
| Quazal                    | Montreal, Canadá                        | 1998              | Novembro de 2010  | [ 94 ] [ 95 ] [ 96 ] |
| Red Storm Entertainment   | Cary, Carolina do Norte, Estados Unidos | Novembro de 1996  | Agosto de 2000    |                      |
| Ubisoft Abu Dhabi         | Abu Dhabi, Emirados Árabes Unidos       | Outubro de 2011   | —                 |                      |
| Ubisoft Annecy            | Annecy, França                          | 1996              | —                 |                      |
| Ubisoft Barcelona         | Sant Cugat del Vallès, Espanha          | 1998              | —                 |                      |
| Ubisoft Barcelona Mobile  | Barcelona, Espanha                      | 2002              | Setembro de 2013  |                      |
| Ubisoft Belgrade          | Belgrado, Sérvia                        | Novembro de 2016  | —                 | [ 97 ]               |
| Ubisoft Berlin            | Berlim, Alemanha                        | Janeiro de 2018   | —                 | [ 98 ]               |
| Ubisoft Bordeaux          | Bordeaux, França                        | Setembro de 2017  | —                 | [ 99 ]               |
| Ubisoft Bucharest         | Bucareste, Romênia                      | 1992              | —                 |                      |
| Ubisoft Chengdu           | Chengdu, Sichuan, China                 | 2008              | —                 |                      |
| Ubisoft Düsseldorf        | Düsseldorf, Alemanha                    | Outubro de 1988   | Janeiro de 2001   | [ 100 ]              |
| Ubisoft Da Nang           | Da Nang, Vietnã                         | Setembro de 2019  | —                 | [ 101 ]              |
| Ubisoft Halifax           | Halifax, Nova Scotia, Canadá            | 2003              | Outubro de 2015   |                      |
| Ubisoft Ivory Tower       | Villeurbanne, França                    | Setembro de 2007  | Outubro de 2015   |                      |
| Ubisoft Kyiv              | Kiev, Ucrânia                           | Abril de 2008     | —                 |                      |
| Ubisoft Leamington        | Leamington Spa, Inglaterra              | Novembro de 2002  | Janeiro de 2017   |                      |
| Ubisoft Mainz             | Mainz, Alemanha                         | Outubro de 1988   | Janeiro de 2001   | [ 100 ]              |
| Ubisoft Milan             | Milão, Itália                           | 1998              | —                 |                      |
| Ubisoft Montpellier       | Castelnau-le-Lez, França                | 1994              | —                 |                      |
| Ubisoft Montreal          | Montreal, Canadá                        | 1997              | —                 |                      |
| Ubisoft Mumbai            | Mumbai, Índia                           | Junho de 2018     | —                 | [ 102 ]              |
| Ubisoft Nadeo             | Paris, França                           | Novembro de 2000  | Outubro de 2009   |                      |
| Ubisoft Odesa             | Odessa, Ucrânia                         | Março de 2018     | —                 | [ 102 ]              |
| Ubisoft Osaka             | Osaka, Japão                            | 1996              | 2008              |                      |
| Ubisoft Paris             | Montreuil, França                       | 1992              | —                 |                      |
| Ubisoft Paris Mobile      | Montreuil, France                       | 2013              | —                 |                      |
| Ubisoft Film & Television | Montreuil e Los Angeles                 | Janeiro de 2011   | —                 | [ 103 ]              |
| Ubisoft Philippines       | Santa Rosa, Filipinas                   | Março de 2016     | —                 |                      |
| Ubisoft Pune              | Pune, Índia                             | 2000              | 2008              |                      |
| Ubisoft Quebec            | Quebec, Canadá                          | Junho de 2005     | —                 |                      |
| Ubisoft Redlynx           | Helsinki, Finlândia                     | Julho de 2000     | Novembro de 2011  |                      |
| Ubisoft Reflections       | Newcastle upon Tyne, Inglaterra         | Julho de 1984     | Julho de 2006     |                      |
| Ubisoft Saguenay          | Chicoutimi, Canadá                      | Fevereiro de 2018 | —                 |                      |
| Ubisoft San Francisco     | São Francisco, Estados Unidos           | 2009              | —                 |                      |
| Ubisoft Shanghai          | Shanghai, China                         | 1996              | —                 |                      |
| Ubisoft Sherbrooke        | Sherbrooke, Canadá                      | Novembro de 2021  | —                 |                      |
| Ubisoft Singapore         | Singapura                               | Julho de 2008     | —                 |                      |
| Ubisoft Sofia             | Sófia, Bulgária                         | 2006              | —                 |                      |
| Ubisoft Stockholm         | Estocolmo, Suécia                       | 2017              | —                 |                      |
| Ubisoft Toronto           | Toronto, Canadá                         | Maio de 2010      | —                 |                      |
| Ubisoft Winnipeg          | Winnipeg, Canadá                        | Abril de 2018     | —                 |                      |